# Cantharospermum cinereum
Cantharospermum cinereum là một loài thực vật có hoa trong họ Đậu. Loài này được (F. Muell. ex Benth.) Taubert ex Ewart & Davies miêu tả khoa học đầu tiên năm 1914.